# Iwaniwka (obwód odeski)
Iwaniwka – osiedle typu miejskiego w obwodzie odeskim Ukrainy, rejonu berezowskiego.
Status osiedla typu miejskiego posiada od 1962. Obecnie liczy ponad 3 tysiące mieszkańców.